# Med štirimi stenami
 Med štirimi stenami  je drama Iva Brnčića, prvič objavljena v Ljubljanskem zvonu leta 1937.
Drama se odvija v uradniški družini, ki jo predstavljajo upokojeni uradnik Franjo Gale, njegova žena Marija in otroka Pavel in Stana. Z njimi živita še teta Ema in gospodinjska pomočnica Ančka, kasneje pa se jim pridruži še starejši sin Andrej, ki je pred leti odšel od doma, zdaj pa se je nenadoma vrnil. Stari Gale tiranizira celo družino; žena in mlajši sin Pavel se mu ne znata upreti, Stana pa se je deloma osvobodila pritiska, ker je že v službi. Drama se zaplete ob bolezni tete Eme; Galeta ji ukradeta skrinjico, v kateri hrani svoje stvari. Ko ju Ema odkrije, zahteva, da ji skrinjico vrneta, pri tem pa se razburi in umre. Po njeni smrti jo Galetoma le uspe odpreti, a v njej najdeta le stare papirje. To Galeta tako razjari, da začne zmerjati umrlo, s tem pa sproži svoje razkritje. Andrej odkrije njegovo razmerje do umrle in s tem pospeši razpad družine. Od Galetove meščanske uglajenosti lažnega bleska je ostal le še okus po prevari in pohlepu: Pavel, ki bo slep, če ostane živ po svojem poskusu samomora, razkrinkani Gale in njegova žena, ki so se ji porušile še zadnje iluzije o življenju. Na novo pot sta se rešila le Stana in Andrej, morda pa jima bo sledila tudi Ančka.
In vendar se na koncu vprašamo: ali ni to enostransko slikanje življenja? Črno-bela tehnika je kar preveč opazna, starejša generacija je skupek slabih lastnosti, zlasti stari Gale, o tem, zakaj so mladi boljši, pa Brnčić ne spregovori. In od kod razlika med bratoma, saj ju je stari Gale enako vzgajal? Taka in podobna vprašanja je ob drami postavljal že France Koblar. Nanje mu je deloma odgovoril Brnčić sam, ko je zapisal, da je v likih združil lastnosti več oseb in da se je opiral na resnične dogodke, ki pa jih je zgostil v zelo ozek časovni okvir.
Tridejanka Med štirimi stenami je socialna družinska drama z etično kritiko malomeščanske družbe. V njej je Brnčić združil aktualnost problematike z ostro, a dostikrat enostransko kritiko okolja in posameznikov. Zato katarza nima toliko pomena moralnega očiščenja, temveč gre predvsem za osveščanje dramskih junakov. Zdi se, kot da bi se avtor dušil pod težo in obilico problemov, ki jih je hotel pokazati in obsoditi. Zato kopiči monologe, s katerimi skuša razkriti problematiko, označiti dramske junake in njihove medsebojne odnose. Za retoričnostjo njegovih oseb se skriva resnična človeška prizadetost in nedvomno tudi grenke osebne izkušnje. Njegov prvenec je eden najresnejših poizkusov dramatiziranja slovenske meščanske problematike v času pred drugo svetovno vojno.